# Frédéric Sammaritano
Frédéric Sammaritano né le 23 mars 1986, est un footballeur français qui joue au poste d'ailier gauche avant de devenir entraineur adjoint.

## Biographie

### Jeunesse et carrière amateur
Natif du Morbihan, Frédéric Sammaritano intègre le centre de formation du FC Nantes à l'âge de 14 ans. Il joue alors le plus souvent comme attaquant de pointe. Ses bonnes performances dans les catégories de jeunes lui valent notamment d'être sélectionné en équipe de France des moins de 19 ans, avec laquelle il devient champion d'Europe en 2005 en Irlande du Nord et est elu meilleur joueur du tournoi, aux côtés notamment de Yoan Gouffran, Yoann Gourcuff, Abou Diaby et Hugo Lloris. 
En 2005, le phénomene nantais est suivi par de nombreux clubs européens notamment le FC Barcelone qui fait une offre formelle au FC Nantes. Désireux de poursuivre sa progression en France, il choisira quelques mois plus tard de signer en National. 
En mai 2006, il n'est pas conservé par son club formateur. Il rebondit alors à Yzeure, promu en National. À l'issue de la saison, le club est relégué, mais Frédéric Sammaritano se fait néanmoins remarquer par Stéphane Le Mignan, qui l'avait dirigé quelques années plus tôt en sélection de jeunes du Morbihan, et qui le fait venir à Vannes. 
À l'issue de la saison 2007-2008, le club vannetais termine premier du championnat de National et monte en Ligue 2 pour la première fois de son histoire. Frédéric Sammaritano (meilleur buteur vannetais en championnat avec 10 buts) s'apprête donc à découvrir le monde professionnel en même temps que son club. 
Il est engagé en tant que membre du staff à la saison 2023-2024 et est toujours membre du staff actuellement  

### Carrière professionnelle

#### Vannes
Pour sa première saison en Ligue 2, le club se maintient assez facilement, et réussit l'exploit de se qualifier pour la finale de la coupe de la Ligue, perdue au Stade de France contre les Girondins de Bordeaux quatre buts à zéro. Au poste d'ailier, Frédéric Sammaritano réalise alors d'excellentes performances et contribue grandement à la bonne saison de son club. 
La saison suivante est plus difficile pour le club vannetais, qui obtient son maintien à la dernière journée. Frédéric Sammaritano s'impose cependant comme un des cadres de l'équipe. 

#### Découverte de la Ligue 1 avec Auxerre
Le 31 août 2010, après trois saisons à Vannes, il s'engage pour une durée de trois ans en faveur de l'AJ Auxerre, moyennant une indemnité de transfert de 500 000 €. Le 11 septembre 2010, il dispute son premier match avec l'AJA en Ligue 1 face au SM Caen (score final : 1-1) en entrant à la 85e minute de jeu à la place de Steeven Langil et assiste à l'égalisation caennaise.
Le 27 octobre, il inscrit ses deux premiers buts avec l'AJ Auxerre face au SC Bastia (Score final : 4-0) en huitièmes de finale de la Coupe de la Ligue. Le 3 novembre 2010, il inscrit son premier but en Ligue des champions face à l'Ajax. Trois jours plus tard, il marque son premier but en Ligue 1 pour sa première titularisation dans la compétition face au FC Sochaux-Montbéliard (Score final : 1-1). Il dispute cette saison-là 27 matches de championnat de Ligue 1 dont 10 en tant que titulaire.

#### AC Ajaccio
À la suite de l'arrivée à l'AJ Auxerre de Laurent Fournier ainsi que d'une nouvelle direction, Frédéric Sammaritano est prié de se trouver un nouveau club. Le 3 juillet 2011, il est transféré à l'A.C Ajaccio, fraîchement promu en L1. Après une bonne première saison sous le maillot du club corse où il disputera 30 matches de championnat, il connaît plusieurs pépins physiques et est de moins en moins utilisé, ne disputant que 22 matches pour sa seconde année.

#### Retour à l'AJA
Le 30 juillet 2013, alors qu'il a quitté Ajaccio à l'issue de son contrat, il retourne à l'AJ Auxerre,. Il dispute son premier match de la saison le 27 août 2013 lors du deuxième tour de Coupe de la Ligue face au SM Caen en remplaçant Paul-Georges Ntep et inscrit un but dans la foulée, contribuant à la victoire de son équipe 3-0. Il inscrit également son premier but de la saison lors de la treizième journée de Ligue 2, encore une fois face à Caen.
La saison suivante, il se voit confier le brassard de capitaine lors des matches de préparation et est considéré comme un des cadres de la formation entrainée par Jean-Luc Vannuchi. Mais pour son premier match de la saison face à Clermont le 8 août 2014, il se blesse gravement au tendon d'Achille en tirant un coup franc. Son indisponibilité est estimée à six mois. Il fait son retour le 2 mars 2015 face à Angers (26e journée, défaite 0-1), trois jours plus tard, il est titulaire face au Stade Brestois en Coupe de France et inscrit le tir au but victorieux en quart de finale (0-0, 2 tab à 4). Il retrouve le chemin des filets lors de la 30e journée lors d'une victoire trois buts à un au Nîmes Olympique. Le 7 avril 2015, il offre la qualification à l'AJA pour la finale de la Coupe de France en inscrivant le seul but du match face à l'En avant de Guingamp.

#### Dijon FCO
Le 22 juin 2015, libre de tout contrat, il poursuit son aventure bourguignonne en rejoignant le club rival de l'AJ Auxerre. Lors de son arrivée, il confie que malgré la rivalité entre les deux clubs, il a toujours apprécié le Dijon FCO.
En avril 2016, il fait partie d'une liste de 58 joueurs sélectionnables en équipe de Bretagne, dévoilée par Raymond Domenech qui en est le nouveau sélectionneur.
Lors de la saison 2018-2019, il est avec Romain Amalfitano l'un des deux délégués syndicaux de l'UNFP au sein du DFCO.
Le 20 mai 2020, alors âgé de 34 ans, il prolonge son contrat d'un an et s'engage alors pour une sixième saison au sein du club bourguignon.
Il prend part à 30 rencontres de Ligue 1 au cours de la saison 2020-2021. Malgré une saison difficile pour le club et une relégation en Ligue 2, Sammaritano prolonge son contrat d'une année supplémentaire.
Le 3 mai 2022, Frédéric Sammaritano annonce prendre sa retraite de joueur professionnel a l’issue de la saison 2021-2022.

#### Reconversion
Voulant passer son BEF (Brevet d’entraîneur de football), il devient entraîneur adjoint au sein des U19 du Dijon FCO. 
Après avoir obtenu son BEF, et permis aux U19 de retrouver le championnat national, il est promu entraîneur adjoint de l'équipe première aux côtés de Benoit Tavenot.

### Profil du joueur
Frédéric Sammaritano mesure 1,62 m pour 61 kg : il est donc l'un des plus petits gabarits du football français. Surnommé « l’Insigne du pauvre » par les supporters du Dijon FCO, il estime d'ailleurs que sa petite taille est une des raisons pour lesquelles il n'a pas été conservé au FC Nantes : "Ils ont trouvé que je n'avais pas le niveau L1, et on m'a fait comprendre que ma taille n'était pas un atout", déclare-t-il aujourd'hui. 
Plus jeune, il jouait avant-centre mais, probablement barré à ce poste par des joueurs plus athlétiques, il joue désormais comme ailier, où ses qualités techniques et ses talents de finisseur font merveille. Invité à comparer Frédéric Sammaritano à Mathieu Valbuena, Stéphane Le Mignan déclare : "Fred n'a pas le même volume de jeu ni la même vitesse d'exécution, mais il est plus adroit dans la finition, plus collectif.".

## Statistiques
| Saison                | Club                  | Championnat           | Championnat | Championnat | Coupe nationale | Coupe nationale | Coupe de la Ligue | Coupe de la Ligue | Compétition(s) continentale(s) | Compétition(s) continentale(s) | Compétition(s) continentale(s) | Total | Total |
| Saison                | Club                  | Division              | M.          | B.          | M.              | B.              | M.                | B.                | Comp.                          | M.                             | B.                             | M.    | B.    |
| 2006-2007             | AS Yzeure             | National              | 32          | 8           | -               | -               | -                 | -                 | -                              | -                              | -                              | 32    | 8     |
| 2007-2008             | Vannes OC             | National              | 38          | 10          | 4               | 3               | -                 | -                 | -                              | -                              | -                              | 42    | 13    |
| 2008-2009             | Vannes OC             | Ligue 2               | 37          | 6           | 4               | 2               | 6                 | 1                 | -                              | -                              | -                              | 47    | 9     |
| 2009-2010             | Vannes OC             | Ligue 2               | 32          | 3           | 5               | 1               | 3                 | 0                 | -                              | -                              | -                              | 40    | 4     |
| 2010-2011             | Vannes OC             | Ligue 2               | 5           | 1           | -               | -               | 1                 | 1                 | -                              | -                              | -                              | 6     | 2     |
| Sous-total            | Sous-total            | Sous-total            | 112         | 20          | 13              | 6               | 10                | 2                 | -                              | -                              | -                              | 135   | 28    |
| 2010-2011             | AJ Auxerre            | Ligue 1               | 27          | 1           | 1               | 0               | 2                 | 2                 | C1                             | 3                              | 1                              | 33    | 4     |
| 2011-2012             | AC Ajaccio            | Ligue 1               | 30          | 5           | 2               | 0               | 1                 | 0                 | -                              | -                              | -                              | 33    | 5     |
| 2012-2013             | AC Ajaccio            | Ligue 1               | 22          | 1           | 1               | 0               | 1                 | 0                 | -                              | -                              | -                              | 24    | 1     |
| Sous-total            | Sous-total            | Sous-total            | 52          | 6           | 3               | 0               | 2                 | 0                 | -                              | -                              | -                              | 57    | 6     |
| 2013-2014             | AJ Auxerre            | Ligue 2               | 33          | 4           | 5               | 3               | 3                 | 1                 | -                              | -                              | -                              | 41    | 8     |
| 2014-2015             | AJ Auxerre            | Ligue 2               | 14          | 3           | 3               | 1               | -                 | -                 | -                              | -                              | -                              | 17    | 4     |
| Sous-total            | Sous-total            | Sous-total            | 47          | 7           | 8               | 4               | 3                 | 1                 | -                              | -                              | -                              | 58    | 12    |
| 2015-2016             | Dijon FCO             | Ligue 2               | 37          | 6           | 1               | 0               | 2                 | 1                 | -                              | -                              | -                              | 40    | 7     |
| 2016-2017             | Dijon FCO             | Ligue 1               | 31          | 4           | 1               | 0               | -                 | -                 | -                              | -                              | -                              | 32    | 4     |
| 2017-2018             | Dijon FCO             | Ligue 1               | 26          | 0           | 1               | 0               | 1                 | 1                 | -                              | -                              | -                              | 28    | 1     |
| 2018-2019             | Dijon FCO             | Ligue 1               | 14          | 0           | 1               | 0               | -                 | -                 | -                              | -                              | -                              | 15    | 0     |
| 2019-2020             | Dijon FCO             | Ligue 1               | 10          | 1           | 3               | 1               | -                 | -                 | -                              | -                              | -                              | 13    | 2     |
| 2020-2021             | Dijon FCO             | Ligue 1               | 30          | 0           | 1               | 0               | -                 | -                 | -                              | -                              | -                              | 31    | 0     |
| 2021-2022             | Dijon FCO             | Ligue 2               | 17          | 0           | 3               | 0               | -                 | -                 | -                              | -                              | -                              | 20    | 0     |
| Sous-total            | Sous-total            | Sous-total            | 164         | 11          | 11              | 1               | 3                 | 2                 | -                              | -                              | -                              | 178   | 14    |
| Total sur la carrière | Total sur la carrière | Total sur la carrière | 434         | 51          | 27              | 10              | 19                | 6                 | -                              | 3                              | 1                              | 483   | 68    |

## Palmarès

### En club
Avec le Vannes OC, il est champion de France de National en 2008 puis finaliste de la Coupe de la Ligue en 2009 mais battu par les Girondins de Bordeaux. 
Avec l'AJ Auxerre, il est finaliste de la Coupe de France en 2015 mais battu par le Paris SG. Il est également vice-champion de Ligue 2 en 2016 avec le Dijon FCO.

### En sélection nationale
Avec l'équipe de France U19, il remporte le Championnat d'Europe des moins de 19 ans en 2005.